# Роберт Нокс (актор)
Роберт Артур «Роб» Нокс (англ. Robert Knox; 21 серпня 1989, Кент, Англія, Велика Британія — 24 травня 2008, Великий Лондон, Англія, Велика Британія) — британський актор.

## Біографія
Народився в сім'ї Коліна і Саллі Нокс. Мав брата — Джеймі Нокса.
Почав кар'єру актора в 2000 році в 11-річному віці. Першою роботою в кіно стала маленька роль в серіалі «Чисто англійське вбивство». Також з'явився в реаліті-шоу «Trust me I'm a Teenager» і в комедії «Після того, як ти підеш». З'являвся в багатьох постановках, включаючи фільм 2004 року «Король Артур» та в тележурналі «Tonight with Trevor McDonald».
Знявшись у фільмі «Гаррі Поттер і Напівкровний Принц» в ролі Маркуса Белбі, підписав контракт для зйомок у фільмі «Гаррі Поттер і Смертельні Реліквії: частина 1», але зйомки не відбулися — 18-річний Нокс був убитий (зарізаний) 24 травня 2008 року під час бійки в барі, заступивши за свого брата Джеймі Нокса. Карл Бішоп (р.н. 1987) отримав довічне ув'язнення за вбивство актора і нанесення каліцтв його друзям від 4 березня 2009 року з правом на перегляд справи, але не раніше ніж через 20 років.

## Фільмографія

### Фільми
| Рік  | Назва                             | Оригінальна назва                      | Роль         | Примітки                                   |
| ---- | --------------------------------- | -------------------------------------- | ------------ | ------------------------------------------ |
| 2004 | Король Артур                      | King Arthur                            | статист      | В титрах не вказаний                       |
| 2009 | Гаррі Поттер і Напівкровний Принц | Harry Potter and the Half-Blood Prince | Маркус Белбі | Останній фільм (вийшов після смерті Нокса) |

### Телебачення
| Рік  | Назва                     | Оригінальна назва       | Роль            | Примітки    |
| ---- | ------------------------- | ----------------------- | --------------- | ----------- |
| 2000 | Чисто англійське вбивство | The Bill                | невідомо        | 1 епізод    |
| 2    | Повірте, я — підліток     | Trust me I'm a Teenager | зіграв сам себе | реаліті-шоу |
| 2007 | Після того, як ти підеш   | After You've Gone       | Джош            | 2 епізоди   |

## Пам'ять
- Останній фільм з участю Роберта, Гаррі Поттер і Напівкровний Принц, присвячений йому.
- На честь актора назвали щорічний кінофестиваль — Фестиваль Роба Нокса.
- На честь актора назвали благодійну організацію — Фонд Роба Нокса, яка допомагає фінансувати навчання молодих митців.